# الجمعية الكويتية لحقوق الإنسان
 الجمعية الكويتية لحقوق الإنسان

## التأسيس
تأسست الجمعية الكويتية لحقوق الإنسان عام 1988م كفرع من المنظمة العربية لحقوق الإنسان وهي هيئة غير حكومية تهدف إلى حماية حقوق الإنسان وتعزيزها في الكويت والوطن العربي طبقاً للمعايير الدولية التي استقر عليها إجماع الأمم المتحدة والمواثيق والعهود الدولية التي صادقت عليها البلدان العربية . تم اشهار الجمعية رسمياً 6/11/2004م ، باسم «الجمعية الكويتية لحقوق الإنسان».

## روابط خارجية
- الموقع الرسمي للجمعية
- حساب التواصل في تويتر